# Chaetodromia masoni
Chaetodromia masoni är en tvåvingeart som beskrevs av Chillcott 1983. Chaetodromia masoni ingår i släktet Chaetodromia och familjen puckeldansflugor. Inga underarter finns listade i Catalogue of Life.